# جام یوفا ۷۷–۱۹۷۶
جام یوفا ۷۷–۱۹۷۶، ششمین فصل از جام یوفا، مسابقات فوتبال باشگاهی سطح دوم اروپا بود که اکنون با نام لیگ اروپا شناخته می‌شود و توسط یوفا سازماندهی می‌شود. این دوره با قهرمانی یوونتوس به پایان رسید.